# Lula (Mississipi)
Lula és una població dels Estats Units a l'estat de Mississipi. Segons el cens del 2000 tenia 370 habitants.

## Demografia
Segons el cens del 2000, Lula tenia 370 habitants, 134 habitatges, i 84 famílies. La densitat de població era de 340,1 habitants per km².
Dels 134 habitatges en un 28,4% hi vivien nens de menys de 18 anys, en un 32,8% hi vivien parelles casades, en un 25,4% dones solteres, i en un 37,3% no eren unitats familiars. En el 35,1% dels habitatges hi vivien persones soles el 24,6% de les quals corresponia a persones de 65 anys o més que vivien soles. El nombre mitjà de persones vivint en cada habitatge era de 2,76 i el nombre mitjà de persones que vivien en cada família era de 3,58.
Per edats la població es repartia de la següent manera: un 30,8% tenia menys de 18 anys, un 9,5% entre 18 i 24, un 22,7% entre 25 i 44, un 16,8% de 45 a 60 i un 20,3% 65 anys o més.
L'edat mediana era de 33 anys. Per cada 100 dones de 18 o més anys hi havia 85,5 homes.
La renda mediana per habitatge era de 23.125 $ i la renda mediana per família de 33.295 $. Els homes tenien una renda mediana de 26.944 $ mentre que les dones 19.318 $. La renda per capita de la població era de 12.008 $. Entorn del 35,6% de les famílies i el 39,3% de la població estaven per davall del llindar de pobresa.

## Poblacions més properes
El següent diagrama mostra les poblacions més properes.